# Rhampholeon acuminatus
Rhampholeon acuminatus är en ödleart som beskrevs av  Jean Mariaux och TILBURY 2006. Rhampholeon acuminatus ingår i släktet Rhampholeon och familjen kameleonter. Inga underarter finns listade i Catalogue of Life.
Arten är med en längd upp till 85 mm liten. Typisk är en på sidan avplattad kropp och en svans som är lite kortare än 1/3 del av hela längden. Svansen har några utskott som liknar taggar i utseende. Även ryggen har flera knöliga utskott som är mer eller mindre spetsiga. Hannar har en längre svans än honor. Grundfärgen hos Rhampholeon acuminatus är grön och på huvudets topp finns ibland orange fläckar.
Denna kameleont är endast känd från en liten bergstrakt i östra Tanzania. Den hittades där vid cirka 1500 meter över havet. Arten lever i skogar. Den vistas i lövskiktet och klättrar ibland i buskar 50 cm ovanför marken.
Beståndet hotas av landskapsförändringar. För att bevara arten inrättades en skyddszon. Fortfarande fångas individer och säljs som terrariedjur. IUCN listar Rhampholeon acuminatus som akut hotad (CR).